# Черу-Бекеїнць (комуна)
Черу-Бекеїнць, Черу-Бекеїнці (рум. Ceru-Băcăinți) — комуна у повіті Алба в Румунії. До складу комуни входять такі села (дані про населення за 2002 рік):
- Боловенешть (25 осіб)
- Булбук (27 осіб)
- Валя-Маре (30 осіб)
- Вієзурі (8 осіб)
- Гроші (37 осіб)
- Думбревіца (44 особи)
- Кукута (43 особи)
- Курпень (47 осіб)
- Финтинеле (21 особа)
- Черу-Бекеїнць (94 особи) — адміністративний центр комуни

Комуна розташована на відстані 279 км на північний захід від Бухареста, 26 км на південний захід від Алба-Юлії, 92 км на південь від Клуж-Напоки.

## Населення
За даними перепису населення 2002 року у комуні проживали 376 осіб.
Національний склад населення комуни:
| Національність | Кількість осіб | Відсоток |
| -------------- | -------------- | -------- |
| румуни         | 375            | 99,7%    |
| угорці         | 1              | 0,3%     |

Рідною мовою назвали:
| Мова      | Кількість осіб | Відсоток |
| --------- | -------------- | -------- |
| румунська | 375            | 99,7%    |
| угорська  | 1              | 0,3%     |

Склад населення комуни за віросповіданням:
| Релігія     | Кількість осіб | Відсоток |
| ----------- | -------------- | -------- |
| православні | 375            | 99,7%    |
| унітарії    | 1              | 0,3%     |